# ترومفير مونتالي

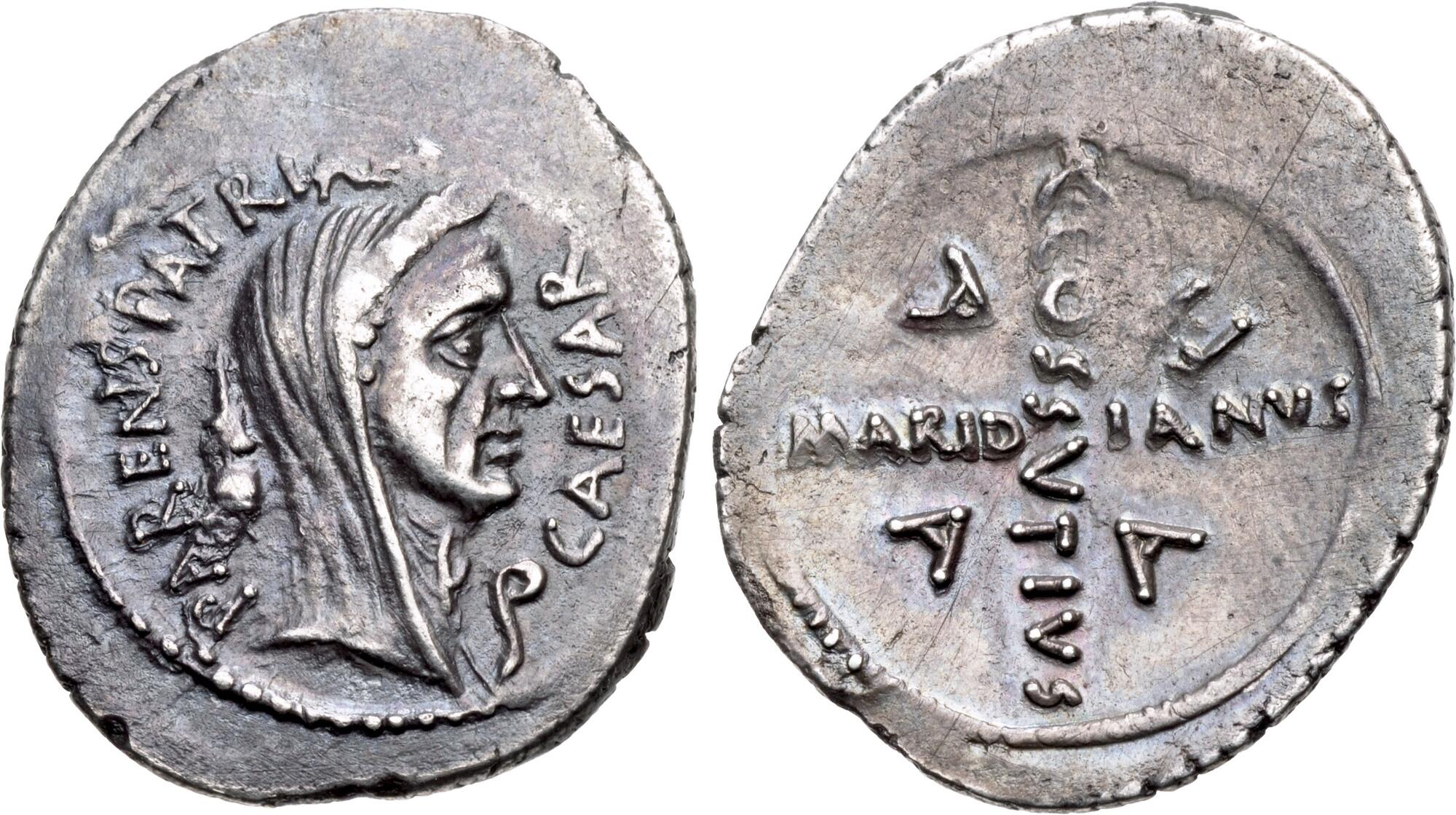
ديناريوس من ق. كوسوتيوس ماريديانوس، ٤٤ قبل الميلاد، يحمل صورة يوليوس قيصر على الوجه. يشير النقش على الوجه الآخر إلى AAAFF.

الثلاثي النقدي (pl. tresviri أو triumviri monetales، ويسمى أيضًا triumviri (tresviri) aere argento auro flando feriundo، اختصارًا IIIVIR AAAFF) كان صرافًا خلال الجمهورية الرومانية والإمبراطورية، وأشرف على سك العملات المعدنية. وفي هذا الدور، كان مسؤولاً عن "السك العادي" خلال الفترة الجمهورية (على عكس السك الاستثنائي، الذي كان يُسك عادةً من قِبل قضاة آخرين، ويجري ذلك على أساس مخصص). كان صرافو النقود الرومان يعملون دائمًا تقريبًا معًا كمجلس مكون من ثلاثة أعضاء، ومن هنا جاء لقبهم triumvir.
على مدار الجمهورية المتأخرة من عام 139 منذ ما قبل الميلاد فصاعدًا، بدأ أصحاب العملات في سكّ عملات معدنية شخصية تُعلن عن أنسابهم وإنجازات أسلافهم وزعماء آخرين. إلا أن حريتهم في القيام بذلك تضاءلت منذ عهد ديكتاتورية قيصر، قبل أن يتزامن ظهور الإمبراطورية مع سكّ عملات معدنية تحمل صورة الإمبراطور وعائلته فقط.
استمر المكتب في الفترة الإمبراطورية باعتباره منصبًا إداريًا.

## الواجبات والاختيار
خلال عهد الجمهورية، كان أغلب من يشغل هذا المنصب شباب من عائلات أعضاء في مجلس الشيوخ، ممن كانوا يخوضون غمار العمل السياسي. خدم الثلاثة لمدة عام واحد، وكانوا جزءًا من مجموعة "فيجينتيسكسفيري"، وهي مجموعة من 26 قاضيًا صغيرًا.
منذ البداية، كان هذا المنصب سنويًا، ولكن هناك خلاف بين الباحثين حول ما إذا كان يُنتخب أم يُعيّن. يعتقد ميخائيل كروفورد أن أصحاب الأموال كانوا يُنتخبون من قِبل المواطنين الرومانيين، على الرغم من أن هذه السلطة القضائية لم تمنحهم حق الانضمام إلى مجلس الشيوخ. يقترح أندرو بورنيت أن القناصل هم من عُيّنوا، بعد أن لاحظ عددًا كبيرًا من الروابط العائلية بين أصحاب الأموال والقناصل في العام نفسه.
كان مجلس الشيوخ يطلب سنويًا إنتاج عدد من العملات، ثم يقوم الكويستور (القضاة الماليون الرئيسيون) بتحويل كمية المعدن الثمين اللازمة لإنتاج العملات إلى صانعي العملات. وفي معظم الأحيان، كان صانعو العملات يتناوبون على سك العملات، وكان واحد فقط منهم نشطًا في كل مرة، مما يعني أن بعض صانعي العملات لم يسكوا عملات معدنية أبدًا لأن زملائهم قد أنتجوا بالفعل العدد المطلوب من العملات. كما يفسر هذا أيضًا الاختلافات الكبيرة أحيانًا بين أحجام إنتاج صانعي العملات في نفس العام، حيث كان صانع العملات الأول هو من سك معظم العملات. ومن المرجح أن الترتيب بين صانعي العملات كان يعتمد على وضعهم الاجتماعي؛ فكان الرجال من عائلات أعضاء مجلس الشيوخ هم أول من يضربون العملات. وبصرف النظر عن الأرستقراطيين، اختاروا عدد كبير من صانعي العملات لخبرتهم في مجال الخدمات المصرفية والتجارة، مثل لوسيوس مينوسيوس، وهو عضو في عائلة من رجال الأعمال النشطين في آسيا، أو لوسيوس أكسيوس ناسو، المعروف باسم المصرفي في السبعينيات قبل الميلاد.

## التاريخ

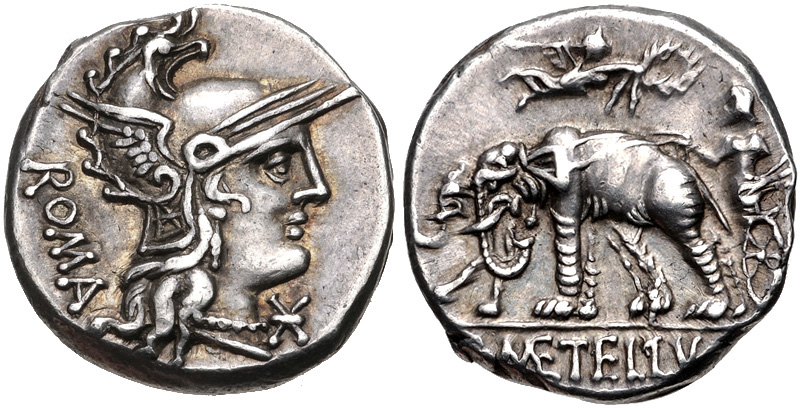
ديناريوس من C. Caecilius Metellus Caprarius 125 قبل الميلاد. يُظهر الوجه الآخر انتصار لوسيوس ميتيلوس بعد انتصاره في بانورموس عام 251 قبل الميلاد.

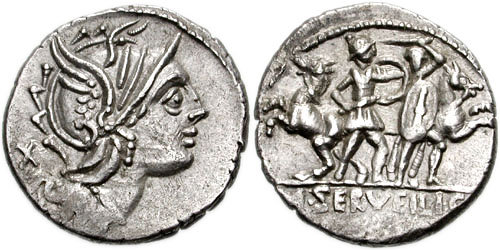
ديناريوس ماركوس سيرفيليوس، ق. 100 BC. يظهر العكس مبارزة لسلفه بولكس جيمينوس.

من المحتمل أن تكون الدول النقدية الثلاثية قد تأسست مع، أو بعد فترة وجيزة من، إنشاء النظام النقدي القائم على الديناريوس، حوالي عام 211 قبل الميلاد. أشرف الرقباء على سك العملة قبل ذلك التاريخ، ولكن ربما فقدوا هذه الكفاءة بسبب تدهور جودة الإصدارات الأخيرة من العملات الرباعية.
أنتج الرومان في البداية أنواعًا من العملات المعدنية التي ظلت متطابقة لفترات طويلة من الزمن؛ وكان الهدف هو إصدار أنواع عامة على غرار دول المدن اليونانية (كما هو الحال مع بومة العملات الأثينية). عادةً ما تتميز العملات الرومانية الأولى بآلهة، وتجسيد روما، والديوسكوري، وغالبًا ما يكون لكل طائفة إله محدد. خلال الحرب البونيقية الثانية (218-202 قبل الميلاد)، قام العديد من القضاة ذوي النفوذ بسك عملات معدنية أثناء حملاتهم، ووقعوا عليها باختصار أسمائهم أو مواقعهم؛ وسرعان ما تبنى الصاغة هذه الممارسة، الذين كانوا يسكّون العملات حصريًا في روما (كانت الإصدارات الأولى في روما مجهولة الهوية حتى ذلك الحين). كان الغرض من هذا الإجراء هو تحديد القاضي المسؤول عن كل عملة، وذلك لضمان جودة قياسية. كانت توقيعات الصاغة إما أحرفًا متقاطعة، أو رمزًا يشير إلى أسمائهم، أو مزيجًا من الاثنين. على سبيل المثال، في عام 208 قبل الميلاد، وقع جنايوس كورنيليوس دولابيلا على العملات المعدنية باستخدام الحروف CN DO ومعول، وهو معنى لقبه في اللاتينية (دولابيلا). أدت هذه الممارسة المتمثلة في توقيع العملات المعدنية تدريجيًا إلى جعل أصحاب النقود يعتبرون العملات المعدنية إنتاجهم الشخصي وليس إنتاج مدينة روما، كما هو الحال مع الأختام.

### من 139قبل الميلاد

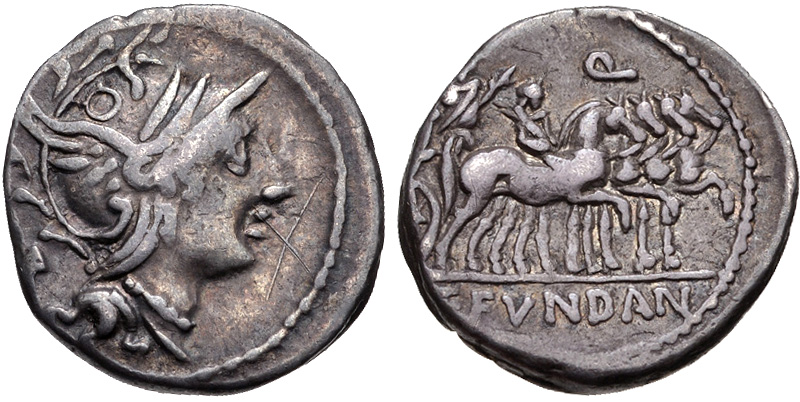
ديناريوس لغايوس فوندانيوس، 101 قبل الميلاد. يصور الوجه الآخر غايوس ماريوس منتصرًا في عربة؛ والشاب على ظهر الحصان هو على الأرجح ابنه.

تغيرت سك العملة في الجمهورية الرومانية بشكل كبير في عام 139 قبل الميلاد بعد تصويت قانون جابينيا، الذي نص على إجراء اقتراع سري لانتخابات القضاة. لم يعد بإمكان النبلاء استخدام وسائلهم التقليدية للتأثير على الحشود، وبدأ الأفراد الطموحون في استخدام العملات المعدنية للإعلان عن أنفسهم. بحلول ذلك الوقت، تحول أصحاب النقود عن النوع التقليدي لرأس روما على الوجه وإما ديوسكوري أو إله يقود عربة على الوجه الآخر. اختاروا بدلاً من ذلك موضوعات تتعلق بالنصر (مع الغار أو الجوائز أو الإلهة فيكتوريا) أو واجبات الأيديل (توزيع الذرة والألعاب العامة). من عام 123 قبل الميلاد، عادت الأنواع الأقدم لمدة عشر سنوات تقريبًا، ربما بسبب التشريع ضد الطموح المفرط الذي صدر في عام 124، لكن الأنواع الشخصية استأنفت إلى الأبد في عام 115. قبل الميلاد.
منذ تلك السنوات، استخدم أصحاب الأموال غالبًا صورًا مرتبطة بإنجازات أسلافهم، كالانتصارات أو الشجاعة في المعارك. كما ادّعوا امتلاكهم لأصول أسطورية، مثل ديناري لوسيوس بومبونيوس مولو عام 97. قبل الميلاد الذي ادعى أنه ينحدر من نوما، ثاني ملوك روما من خلال ابنه بومبو.
في 101 قبل الميلاد، رسم غايوس فوندانيوس انتصار ماريوس على ديناريه، وهي أول مرة تظهر فيها صورة شخص حي على عملة رومانية. وبالمثل، سكّ معظم صُنّاع العملات في فترة حكم ماريوس عملات تحمل مواضيع مرتبطة بزعيمهم. بسبب الحرب الاجتماعية والحروب الأهلية في الثمانينيات. قبل الميلاد، أُنتجت كميات هائلة من الديناري خلال تلك الفترة. كان أبولو هو الموضوع الأكثر شيوعًا في ذلك العقد، ربما بسبب ارتباطه بالحرية.
في أواخر الثمانينيات، كان سولا أول جنرال روماني يسك العملات المعدنية بمفرده لتمويل تمرده ضد الجمهورية، وكذلك أول من ضرب عملة ذهبية. بعد انتصاره، سك سولا العملات المعدنية التي تسلط الضوء على ادعائه بأنه ينحدر من فينوس، ولكن على عكس ماريوس، فقد سمح في الغالب لأصحاب النقود بعرض موضوعاتهم الخاصة. حدث ابتكار جديد في عام 54 قبل الميلاد مع ديناريوس كوينتوس بومبيوس روفوس، الذي التقط رأس جديه سولا وروفوس، والذي تبعه العديد من التجار الآخرين.

### العملات الشخصية في تراجع
بعد وصول يوليوس قيصر إلى روما في عام 49 قبل الميلاد، كان بإمكان أصحاب الأموال في البداية صنع نماذج شخصية، ولكن من عام 46 فصاعدًا كان إنتاجهم مخصصًا بالكامل تقريبًا لدعاية قيصر، مع نماذج مرتبطة بفينوس (إلهة قيصر الحامية)، وفيكتوريا، وفورتونا، أو التكريمات التي حصل عليها. في عام 44 قبل الميلاد، زاد يوليوس قيصر عدد صانعي النقود مؤقتًا إلى أربعة - وبالتالي أصبحوا كوادرومفيري - لأسباب سياسية، قاموا بسك ديناري برأس قيصر، وهي المرة الأولى التي تظهر فيها صورة روماني حي على عملة معدنية، على طريقة الملوك الهلنستيين. عاد صانعو النقود في السنوات التي تلت اغتيال قيصر إلى ضرب نماذج شخصية مرة أخرى، ولكن إنتاجهم تهمش تدريجيًا من قبل أعضاء الثلاثي الثاني (أوكتافيان ومارك أنطوني وليبيدوس)، الذين كان لديهم عملاتهم الأسرية الخاصة مع صورهم. قامت آخر كلية كاملة من صانعي النقود بسك العملات المعدنية في عام 41 قبل الميلاد؛ في عامي 40 و39، كان هناك مونيتالي واحد فقط يستطيع إصدار عملاته المعدنية الخاصة قبل أن يختفي تمامًا.
بعد أن هزم أوكتافيان أنطونيوس في معركة أكتيوم في عام 30 قبل الميلاد، أعاد بناء الجمهورية، وتمكن أصحاب العملات من سكّ عملاتهم الخاصة لبضع سنوات. لكن بعد ذلك، لم تذكر العملات الصادرة عن دور سكّ الإمبراطورية سوى اسم الإمبراطور وعائلته. وتشير نقوش عديدة خلال عهد الإمبراطورية إلى أن المكتب استمر في إدارة إنتاج العملات.

## الاسم
اشتُقّ اسم "ثلاثيات النقود" من موقع دار سك العملة الرومانية في معبد جونو مونيتا (جونو المستشارة أو "وارنر"). مع مرور الوقت، أضافت دار السك إلى لقب الإلهة دلالةً إضافيةً وهي "ذات صلة بالمال"، والتي أصبحت مصدر الكلمة الإنجليزية money.